# Middleton-by-Wirksworth
Middleton-by-Wirksworth est une paroisse civile et un village du Derbyshire, en Angleterre.